# Mutual Street Arena
Mutual Street Arena (inne nazwy: Arena Gardens lub Arena) – dawny stadion hokejowy w Toronto w Kanadzie. W latach 1912–1931 był główną areną zmagań drużyn hokejowych z Toronto (następnie stracił ten tytuł na rzecz Maple Leaf Gardens). Przez 13,5 sezonu był domowym lodowiskiem dla drużyn z Toronto w różnych ligach, w tym NHL. Był to obiekt wielofunkcyjny, w którym odbywały się mecze bokserskie, koncerty, turnieje zapaśnicze i inne imprezy masowe.

## Historia
Stadion oddano do użytku w 1912 i z miejsca zaczęła w nim występować miejscowa drużyna hokejowa Toronto Blueshirts, występując w lidze NHA (National Hockey Association), poprzedniczce ligi NHL, w której występowały tylko cztery kanadyjskie drużyny. W 1914 ekipa zdobyła Puchar Stanleya; wtedy też stadion po raz pierwszy gościł finał Pucharu Stanleya. Powtórzyło się to w latach 1918,1920 i 1922. W 1922 zorganizowano pierwszą poważną walkę wrestlingową, a same walki trwały do 1938. W 1921 odbyło się tu spotkanie popierające prohibicję, na które przyszło 12 000 osób. W trakcie tej imprezy odbyły się występy orkiestry Armii Zbawienia i Królewskich Granadierów. 
Pierwsza audycja radiowa z meczu hokeja miała miejsce na tym stadionie. 16 lutego 1923 mecz pomiędzy Toronto Argonauts a Kitchener Greenshirts komentowany był przez Fostera Hewitta, wieloletniego komentatora meczów hokejowych. W meczu tym po raz pierwszy użył swojego sztandarowego okrzyku He shoots! He scores! („Strzela! Trafia!”), który na stałe zakorzenił się w hokejowym slangu.
9 października 1936 odbył się zjazd Komunistycznej Partii Kanady. Z powodu długów w 1938 Arena została wydzierżawiona przez Edwarda „Teda” Dickinsona i przerobiona na rodzinny park rozrywki z taflą do jazdy na łyżwach zimą i torem rolkowym latem. W 1945 budynek został w całości kupiony przez Dickinsona i pozostawał w rodzinie do 1989. W roku 1962 stadion przeszedł gruntowną modernizację, w trakcie której dodano 18 torów do curlingu oraz stworzono nową fasadę i całoroczny tor rolkowy, a także zmieniono nazwę na „The Terrace” (Taras). Kompleks wyburzono w 1990 pod zabudowę. Aby uczcić pamięć tej budowli, postanowiono zmienić nazwę pobliskiego parku.